# Carol Shea-Porter
Carol Shea-Porter (New York, 2 dicembre 1952) è una politica statunitense, membro della Camera dei Rappresentanti per lo stato del New Hampshire dal 2007 al 2011, dal 2013 al 2015 e poi nuovamente dal 2017 al 2019.

## Biografia
Nata a New York e cresciuta nel New Hampshire, la Shea-Porter lavorò per anni come assistente sociale.
Nel 2006 entrò in politica con il Partito Democratico e venne eletta alla Camera dei Rappresentanti. Gli elettori la riconfermarono anche nel 2008, ma nel 2010 venne sconfitta dal repubblicano Frank Guinta.
Nel 2012 la Shea-Porter decise di ricandidarsi per il suo vecchio seggio e riuscì a sconfiggere Guinta venendo rieletta. Nella stessa tornata elettorale Ann McLane Kuster venne eletta per l'altro seggio della Camera e Maggie Hassan fu eletta governatrice; oltre a loro anche i due senatori dello stato erano donne (Jeanne Shaheen e Kelly Ayotte) e così il New Hampshire divenne il primo stato nella storia americana ad essere rappresentato interamente da donne nelle più alte cariche politiche.
Nel 2014 la Shea-Porter chiese un altro mandato, ma anche stavolta si trovò a fronteggiare Guinta, che la sconfisse nuovamente costringendola a lasciare il Congresso per la seconda volta.
Nelle elezioni del 2016, la Shea-Porter si confrontò nuovamente con Guinta e anche in questa occasione riuscì a sconfiggerlo, tornando alla Camera dopo due anni di assenza.